# Juanma Rodríguez
Juan Manuel "Juanma" Rodríguez Cortés (Madrid; 18 de diciembre de 1962) es un periodista deportivo español. Actualmente, colabora como tertuliano en el programa El Chiringuito de Jugones, como editor en ABC y Libertad Digital, y como locutor en esRadio.
Comenzó su carrera en la ya desaparecida Rueda de Emisoras Rato. Trabajó también en emisoras como Radio 16 o Radio España y en cabeceras como El Independiente o la edición madrileña de Mundo Deportivo. Colaboró con Fax Press, agencia de noticias dirigida por Manu Leguineche, y fue redactor jefe de Goles emitido en Canal 7 Televisión. 

## Carrera

### COPE
En agosto de 2000, fichó por la COPE, donde ocupó los cargos de redactor jefe y de coordinador de deportes en Madrid, así como la dirección de Los deportes a la palestra en la misma comunidad. Así mismo, era uno de los contertulios habituales en el programa deportivo El tirachinas de José Antonio Abellán y fue profesor de radio deportiva en el Máster de la Cadena COPE. En el año 2004 recibió la Antena de Plata que entrega anualmente la Asociación de Radio y Prensa de Madrid, y en 2015 recibió el premio Libertad de Periodismo. En el año 2017 recibió su segunda Antena de Plata.
En octubre de 2010, y tras la incorporación de un nuevo equipo de deportes liderado por Paco González, pasa a ser director de los servicios informativos de fin de semana en la emisora episcopal. En 2012, el periodista Ángel Rubio le sustituye en el cargo, pasando a ser subdirector de los servicios informativos de fin de semana. En febrero de 2015, tras quince años en la cadena episcopal, fue despedido junto a 20 trabajadores.

### esRadio
Para la temporada radiofónica 2015-2016, ficha por la emisora esRadio perteneciente al grupo multimedia Libertad Digital, del que ya era colaborador con el blog «El penúltimo raulista vivo», estrenando el nuevo programa de la medianoche deportiva, «El Primer Palo». Se estrenó el 31 de agosto de 2015 y se emite de lunes a viernes de 23:00 a 00:30 horas. Además colabora con el canal Real Madrid TV y en el diario Marca.

### Chiringuito de Jugones
En televisión, tras su paso por otros programas de tertulia deportiva, en los que destacó como uno de los contertulios más mediáticos, debutó el 3 de diciembre de 2015 en «El Chiringuito de Jugones», emitido de domingo a jueves en Mega.
Tras la remontada del Barcelona al PSG por 6-1 en la Liga de Campeones de la UEFA, Juanma entró al plató de "El Chiringuito" esposado reclamando el mal arbitraje a favor del Barcelona, diciendo que no había visto (ni la volverá a ver) nada igual en su vida y remató diciendo que esa noche, París se sentía robada.
En la remontada del Real Madrid al PSG por 3-1 de dicha competición, Juanma entró agitando una silla en el aire imitando al defensa del Real Madrid, David Alaba, tras el tercer gol de Karim Benzema gritando "¡¡La silla del Campeón de Europa!!", cosa que repitió cuando dicho equipo ganó está competición y agrandó su palmarés hasta 14 Copas de Europa.

## Publicaciones
- Rodríguez Cortés, Juanma (2013). Fenómeno Mou: dos visiones opuestas del técnico portugués. Ediciones Pàmies. ISBN 9788415433224.[5]
- Rodríguez Cortés, Juanma (2013). Quédate en el ring. Ediciones Pàmies. ISBN 9788415433354.[6]